# 巻き添え被害
巻き添え被害（まきぞえひがい; 英語: collateral damage、コラテラル・ダメージ）とは、攻撃対象外の者に対して意図せずに生じさせる、死亡、負傷その他の損傷の総称である。
軍事用語としては、適正な対象（敵の軍事施設や戦闘要員など）に対する攻撃において、突発的に生じる非戦闘要員の死傷又は非戦闘用途の施設の損傷について多く用いられる 。このうち、味方を意図せずに攻撃することを友軍相撃(英語:friendly fire)という。

## 米軍の対応
米軍は、巻き添え被害の予測と極限化のために、「FAST-CD」(Fast Assessment Strike Tool—Collateral Damage)というソフトウエアを使用している。